# Barbora Veselá

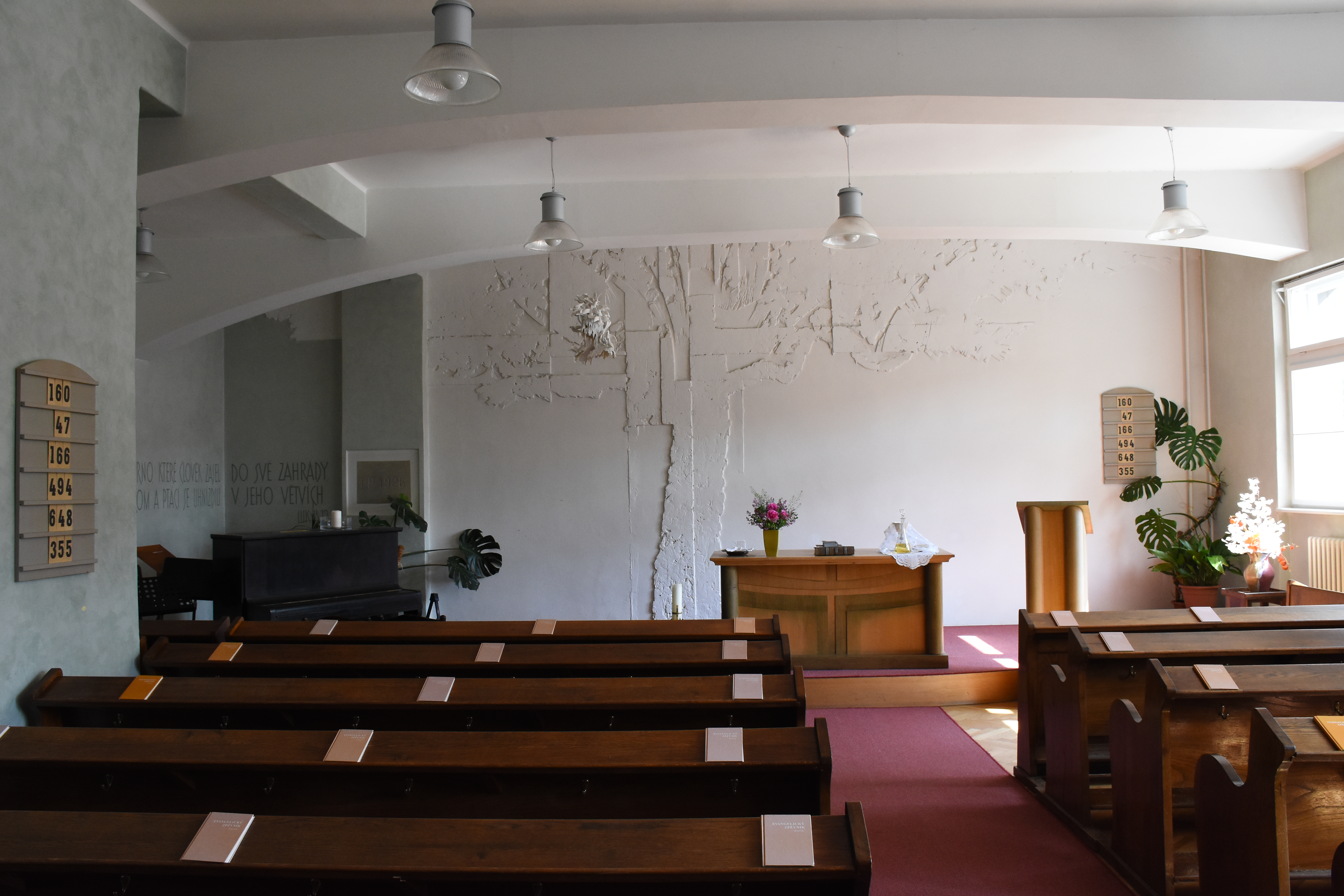
Barbora Veselá – úprava modlitebny ČCE v Prostějově.

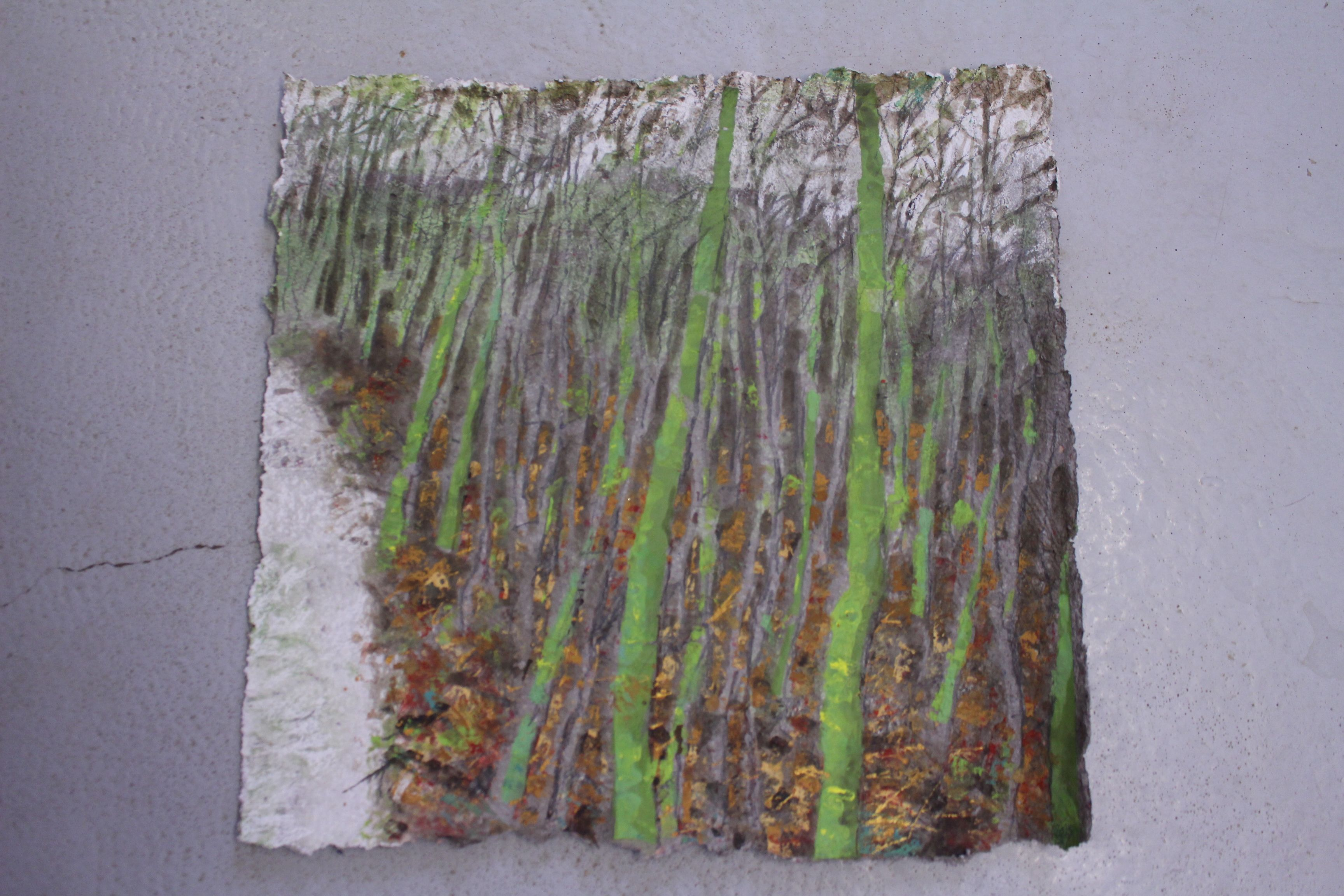
Dílo ze sbírky Barbory Veselé, ruční papír kolorovaný, cca 70×80cm

Barbora Veselá (* 2. září 1956 Praha) je česká výtvarnice, známá především svou prací na úpravách interiérů evangelických kostelů a modliteben. Maluje též obrazy, vytváří ilustrace aj. Jejím manželem byl akad. architekt Jiří Veselý, do jeho smrti v roce 2006 s ním na řadě děl spolupracovala. Spolu s ním a s architektem Čestmírem Houskou vytvořila pomník Jana Palacha v dlažbě před Národním muzeem.
Vystudovala Střední odbornou školu výtvarnou v Praze (1977), poté krátce pracovala ve štukatérské dílně. Pracuje na volné noze jako OSVČ. Žije v Přistoupimi. Má čtyři dospělé děti.

## Seznam realizací
- pamětní deska Vladimíru Boudníkovi, Kostnické nám. 5, Praha-Žižkov
- pamětní deska Janu Karafiátovi, Na Smetance 2, Praha-Vinohrady, 2002
- pamětní deska Janu Karafiátovi, Ovenecká 44, Bubeneč, 2009
- interiér evangelického kostela, Valašské Meziříčí
- interiér evangelického kostela, Horní Krupá
- interiér evangelické modlitebny, Poděbrady
- interiér evangelické modlitebny, Prostějov
- interiér evangelického kostela, Kolín
- úprava presbyterny u evangelického kostela, farní zahrada, Nové Město na Moravě
- úprava farní zahrady, evangelická fara, Pardubice
- rekonstrukce evangelického kostela v Herlíkovicích
- fasáda věže evangelického kostela, Klášter nad Dědinou
- interiér evangelického kostela, Chodov
- interiér hospicu Citadela ve Valašském Meziříčí
- interiér evangelického kostela v Boskovicích, 2012[3]
- interiér evangelické modlitebny na faře a úprava studny na zahradě (tzv. „čabraliště“), Jasenná, 2012
- interiér evangelické modlitebny, Střítež nad Bečvou, 2014[4]
- keramika na průčelí Husova domu v Nosislavi, 2016
- pamětní deska obětem holokaustu, bývalá synagoga, Přistoupim, 2017
- interiér evangelické modlitebny, Havlíčkův Brod, 2018